# Тинуріст Едгар Густавович
Едгар Густавович Тинуріст (12 січня 1920, село Лівка (Лійваку) Старо-Зінов'ївської волості Карсунського повіту Симбірської губернії, тепер Карсунського району Ульяновської області, Російська Федерація — 16 серпня 1992, повіт Ляене-Вірумаа, Естонія) — радянський естонський діяч, 1-й заступник голови Ради міністрів Естонської РСР, міністр сільського господарства Естонської РСР. Член ЦК КП Естонії (1954—1981). Кандидат у члени Бюро ЦК КП Естонії з 3 березня 1963 по 17 лютого 1971 року. Член Бюро ЦК КП Естонії з 19 лютого 1971 по 19 січня 1979 року. Член Бюро ЦК КП Естонії (самостійної) з 26 січня 1991 по 16 серпня 1992 року. Депутат Верховної ради Естонської РСР. Депутат Верховної ради СРСР 4-го і 6—9-го скликань. Кандидат економічних наук (1968).

## Життєпис
Народився в селянській родині. У 1921 році родина повернулася до Естонії, де батьки почали працювати на Кренгольмській мануфактурі в Нарві.
Едгар Тинуріст у 1937 році закінчив Вяймелаську сільськогосподарську школу. До 1940 року працював зоотехніком у Куремаа.
У 1940—1941 роках — контрольний асистент повітового агронома, інспектор торгового відділу виконавчого комітету Тартуської повітової ради Естонської РСР. У червні 1940 року вступив до Комуністичної спілки молоді Естонії.
З початку німецько-радянської війни 1941 року перебував в евакуації, працював робітником авіаційного заводу.
З 1942 по квітень 1944 року служив у 925-му стрілецькому полку 249-ї стрілецької дивізії Червоної армії. Член ВКП(б) з 1943 року.
У 1944—1947 роках — голова виконавчого комітету Тартуської повітової ради депутатів трудящих Естонської РСР.
У 1947—1950 роках — слухач Вищої партійної школи при ЦК ВКП(б) у Москві.
У 1950 — 7 травня 1953 року — заступник міністра сільського господарства Естонської РСР. 7 травня 1953 — 26 грудня 1953 року — заступник міністра сільського господарства і заготівель Естонської РСР.
9 січня 1954 — 21 листопада 1961 року — міністр сільського господарства Естонської РСР.
21 листопада 1961 — 17 січня 1979 року — 1-й заступник голови Ради міністрів Естонської РСР.
Одночасно, 28 березня 1962 — 13 березня 1965 року — міністра виробництва і заготівель сільськогосподарських продуктів Естонської РСР.
У 1966—1981 роках — голова Естонського республіканського товариства охорони природи.
З січня 1979 року — персональний пенсіонер.
З 1983 року — директор Естонського науково-дослідного інституту сільського господарства і меліорації, член Агропромислової ради Естонської РСР.
Помер 16 серпня 1992 року в повіті Ляене-Вірумаа.

## Звання
- лейтенант
- підполковник медичної служби

## Нагороди
- два ордени Леніна (1956, 1958)
- орден Вітчизняної війни І ст. (1945)
- орден Вітчизняної війни ІІ ст. (6.11.1985)
- орден «Знак Пошани» (1970)
- орден Червоної Зірки (1946)
- медаль «За перемогу над Німеччиною у Великій Вітчизняній війні 1941—1945 рр.» (1945)
- медаль «За доблесну працю у Великій Вітчизняній війні 1941—1945 рр.» (1945)
- медаль «За трудову доблесть»
- медалі
- Заслужений працівник сільського господарства Естонської РСР (1979)